# Brooke Scullion
Brooke Scullion (Bellaghy, 31 de marzo de 1999), también conocida simplemente como Brooke, es una cantante norirlandesa. Representó a Irlanda en el Festival de la Canción de Eurovisión 2022 con su sencillo "That's Rich". También participó en la novena temporada de The Voice UK, terminando tercera en la final.

## Biografía
Durante su período escolar estuvo constantemente involucrada en los talleres de artes escénicas, participando en concursos de canto locales y actuando en musicales durante la escuela secundaria, incluidos Mamma Mia, Sister Act y Fame. Con solo doce años participó en su primer concurso profesional, el certamen “Rising Stars”, interpretando una versión de “Stay” de Rihanna, que la hizo ganadora.

## Trayectoria
A principios de 2019 la artista estaba terminando su licenciatura en arte dramático en la Universidad de Ulster cuando llegaron las audiciones para la novena temporada de The Voice UK. Justo antes de las rondas de semifinales, en marzo de 2020, comenzó el confinamiento por la Covid y la filmación de la temporada de The Voice UK se pospuso.
En 2020, fue seleccionada para actuar en la novena temporada de The Voice UK, con Meghan Trainor como coach. En las audiciones a ciegas, cantó una versión de "Bruises" y consiguió que todos los coaches se girasen. En la fase de las batallas, ganó un duelo contra Jordan Philips, avanzando al último asalto y, posteriormente, a la final a 4 con una versión de "Nothing Breaks Like a Heart". En la final, quedó en tercer lugar.
En enero de 2022, se anunció que Brooke sería una de los seis candidatos para convertirse en representante de Irlanda en el Festival de la Canción de Eurovisión 2022. En una victoria que fue decidida entre el jurado nacional, el jurado internacional y el televoto, Brooke recibió el 78% de los votos, consiguiendo el 12 tanto del jurado internacional como del televoto, y cuatro por parte del jurado nacional. Brooke ganó por una diferencia de cuatro puntos con respecto a la segunda posición.
En Eurovisión, no pasó a la final, quedando en el puesto 15 de su semifinal. Después, Brooke lanzó su primer EP, compuesto por su canción de Eurovisión "That's rich", su single debut "Attention" y otros 3 singles: "Tongues", "Heartbreaker" y "Enough". Asimismo, en enero de 2023 lanzó un nuevo single, "Come Alive", que entró en el top 50 de la radio de la BBC. Unos meses más tarde lanzó otros 2 singles: "Being alone" y "Overload". Las canciones de Brooke se caracterizan por ser de carácter comercial.
De enero a marzo de 2023, Scullion participó en la sexta temporada de Dancing with the Stars. Originalmente estuvo emparejada con Maurizio Benenato, sin embargo, en la semana 3, Benenato tuvo que abandonar el programa por motivos personales. La pareja de Scullion desde entonces fue Robert Rowiński. En la semana 8 de la competición, recibió los primeros 30 puntos de la serie. Scullion y Rowiński finalmente llegaron a la final, terminando como subcampeones, detrás de Carl Mullan y Emily Barker.